# Beñat Fernández
Beñat Fernández (* 19. November 2007 in Andoain) ist ein spanischer Motorradrennfahrer. Er fährt 2025 in der Supersport-300-Weltmeisterschaft sowie im Red Bull MotoGP Rookies Cup.

## Statistik in der Supersport-Weltmeisterschaft
(Stand: 14. April 2025)
| Saison | Team                         | Motorrad   | Rennen | Siege | Zweiter | Dritter | Poles | Schn. Runden | Punkte | Ergebnis |
| ------ | ---------------------------- | ---------- | ------ | ----- | ------- | ------- | ----- | ------------ | ------ | -------- |
| 2025   | Team #109 Retro Traffic Kove | Kove 321RR | 4      | 1     | –       | –       | 1     | 2            | 62     | 2.       |
| Gesamt | Gesamt                       | Gesamt     | 4      | 1     | 0       | 0       | 1     | 2            | 62     |          |